# Авксентий (Чешмеджийский)
Митрополит Авксентий (Авксентий I Велесский, Авксентий III Герцеговинский; 1798, Самоков, Османская империя — 1 февраля 1865, Константинополь) — епископ Константинопольского Патриархата болгарского происхождения, митрополит Велесский; деятель Болгарской схизмы с 1860 года.

## Биография
Родился 1798 году в Самокове в семье торговца. Известно, что его отец носил фамилию Чешмеджийский.
Принят в Рыльский монастырь Николая Чудотворца послушником. Там окончил монастырское училище. Изучил греческий язык. Там же принял постриг с именем Авксентий.
В 1831 году рукоположён в сан епископа Диопольского, викария Кюстендилской митрополии. Проявил себя как болгарофил. Препятствовал отуречиванию болгар. Способствовал открытию училищ и постройке церквей.
С 1837 года — митрополит Мостарский в Герцеговине, где был непопулярен в народе из-за введённых им повышенных сборов за совершение треб и новых налогов.
После вмешательства властей был смещён с кафедры и временно нашёл пристанище в Житомисличском монастыре.
С 1848 года — митрополит Велесский в Македонии. Развил здесь широкую общественную деятельность; был авторитетен среди славянского населения.
В 1858 году отказался перейти на Диррахийскую митрополию со смешанной греко-албанской паствой, объяснив свой отказ желанием окормлять болгарскую паству Велесской епархии.
Содействовал развитию новоболгарского образования и защищал славянское население пред османскими властями.
После 1855 году митрополит Авксентий отправился в Константинополь, где не только он участвовал в движении за независимость Болгарской церкви, но и стал одним из его руководителей, наряду с епископом Иларионом Макариополски. Митрополит Авксентий был убеждённым противником унии с Католической церковью, которую считал вредной.
Поддержал антиканоническую акцию другого болгарского епископа Макариопольского Илариона (Михайловского), не поминувшего 3 апреля 1860 года на богослужении в константинопольском храме святого Стефана Константинопольского Патриарха, что стало началом многолетней греко-болгарской схизмы. В феврале 1861 года вместе с епископом Иларионом был лишён сана на Соборе, созванном Патриархом Иоакимом II; продолжал служить вплоть до ссылки (1861—1864).
Они были освобождены 25 сентября 1864 года, и затем были торжественно встречены константинопольскими болгарами.
66-летний Авксентий к тому времени был уже серьёзно болен. Зная об этом, в Константинопольская Патриархия предложила ему раскаяться в обмен на восстановление в сане митрополита. Но митрополит Авксентий, будучи убеждён в своей невиновности и обоснованности болгарской позиции, отказался.
Скончался 1 или 2 февраля 1865 года в Константинополе. По смерти его тело было бальзамировано. Похоронен во дворе Болгарской церкви святого Стефана в Стамбуле.
Некоторые влиятельные члены болгарской константинопольской общины объявили его святым особой болгарской Церкви.